# Escritura hiyazí

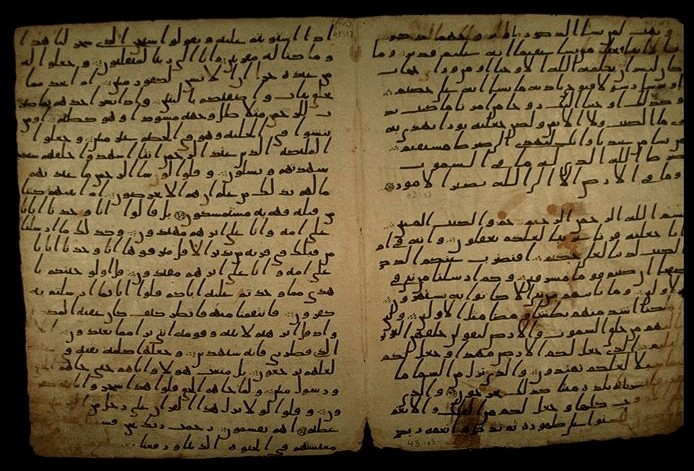
Codex Ṣanʿāʾ: Un manuscrito coránico temprano en escritura hiyazí.

El hiyazí (en árabe: خَطّ حِجَازِيّ‎ ḫaṭṭ ḥijāzīy) es el nombre colectivo de una serie de estilos de caligrafía árabe desarrollados en la región occidental de Hiyaz de la Península arábiga, que incluye las ciudades de La Meca y Medina. Este grupo es el más antiguo y el más simple. Su datación se remonta al siglo VII. Este tipo de escritura ya estaba en uso en el momento de la aparición del Islam. 
Aparte del alfabeto árabe, en las regiones habían existido otros alfabetos como el árabe antiguo septentrional y el alfabeto sudarábico.
Hijazi fue una de los primeros estilos, junto a mashq y cúfica. Este estilo es notablemente angular en comparación con otros y tiende a inclinarse hacia la derecha. La escritura aún no contiene puntos o marcas diacríticas para indicar los sonidos de las vocales, pero diferencia las consonantes mediante el uso intermitente de guiones sobre las formas gráficas de las letras.
Māʾil (مائل, "inclinada") es una caligrafía hiyazí que se encuentra en varios de los primeros manuscritos coránicos. Los dos términos se usan a veces indistintamente.

## Historiografía
El estudio de esta escritura se hace a través de los manuscritos coránicos y entre sus objetivos se halla determinar por la observación de diferentes criterios (ductus, trazado...) las divisiones en familia. Este enfoque permite dividir los manuscritos antiguos en dos grandes variedades, los manuscritos en escritura hiyazí y aquellos en escritura cúfica. El estilo cúfico también tiene subdivisiones.
El término hiyazí lo crea en el siglo XIX Michele Amari que distingue una «escritura de La Meca» y una «escritura de Medina» a partir de un manuscrito del siglo X. Hoy por hoy, ningún elemento refuerza tal distinción geográfica y no hay ninguna certeza con respecto al origen geográfico de estas. 
El concepto de escrituras hiyazíes ha sido criticado por Estelle Whelan quien considera esta categoría un «scholarly artefact» que depende principalmente  de la forma de una sola letra, el alif, y de descripciones arcaicas.